# Prova de Lancaster
La prova de Hess Lancaster o simplement prova de Lancaster, és una prova oftalmològica (especialitzada en estrabisme) per avaluar desviacions oculars en els diferents camps de visió, en pacients adults (o nens) amb estrabisme adquirit causant de diplopia (els nens que neixen amb estrabisme, no solen patir diplopia).
Fa una avaluació amb el gràfic corresponent dels dotze músculs oculars que realitzen el moviment del globus ocular, indicant el nivell de desviació en més o en menys (hiper-acció o hipo-acció) i a quin múscul afecta.
És aconsellable fer un esquema estrabològic juntament amb la prova, perquè un oftalmòleg especialista en estrabisme pugui valorar-lo i indiqui el tractament que cal seguir.

## Prova de Lancaster amb llums vermella i verda
El prova de Hess Lancaster amb llums vermella i verda es fa col·locant un filtre vermell sobre l'ull dret i un filtre verd sobre l'ull esquerre, registrant l'angle d'alineació dels ulls del pacient en mirar una llum de color vermell i una altra de color verd projectades per l'examinador sobre una pantalla davant del pacient.